# Lorenzo Vergani
Lorenzo Vergani (né le 4 septembre 1993 à Milan) est un athlète italien, spécialiste du 400 m haies.
Le 2 juillet 2017, il remporte le titre national en 49 s 36, record personnel, devant José Bencosme. Il est sélectionné pour les Championnats du monde 2017 à Londres.
Le 9 juin 2018, il s'approche à 1/100e de son record en remportant le meeting de Genève.